# 励志社
励志社（れきししゃ）は中華人民共和国江蘇省南京市玄武区の中山東路307号に位置する歴史的建造物。

## 概要
前身は陸軍の将校准士官の親睦・互助・学術研究組織として蒋介石による1929年1月1日設立された黄埔同窓会励志社。建築群は1929年から1931年の間に建てられた。

## ここで起こった歴史的な事件
- 1932年8月16日 - 励志社で中華民国第一次全国体育会議が開催される。

- 1946年2月15日 - 励志社が南京軍事法廷として中国で戦争犯罪を犯した日本軍関係者が日中戦争中の行為をもとに石美瑜裁判長による裁かれる。